# Gut Julianka
Das Gut Julianka ist ein ehemaliger Gutshof im heutigen, nach ihm benannten Ortsteil Julianka der Gemeinde Heiligenstedten.

## Meierhof Büttel
Im Kirchspiel Heiligenstedten existierte seit spätestens dem 17. Jahrhundert der Meierhof Büttel. Dieser gelangte durch Kauf vom Gut Heiligenstedten an das Kloster Itzehoe, welches ihn 1775 wiederum an die Familie Blome verkaufte.

## Gutshof und Herrenhaus Julianka
Nach Prinzessin Juliane von Hessen, die von 1810 bis 1860 Äbtissin des Klosters war, wurde das Gut „Julianca“ genannt. Das baufällige Herrenhaus wurde abgerissen und 1802 durch einen Neubau ersetzt. Über einhundert Jahre befand es sich im Besitz der Blomes, bis diese an Bedeutung verloren.
Nachdem die Blomes 1926 bereits das Schloss Heiligenstedten an die preußische Provinz Schleswig-Holstein verkauft hatten, wurde 1934 auch das Gut Julianka verkauft. Käufer waren die Grafen Einsiedel. Das Herrenhaus diente im Folgenden als Jungmädchenheim, wurde dann als Fabrik genutzt und nach einer Renovierung schließlich als Hotel-Restaurant. Ein Brand im Jahr 1983 zerstörte das Gebäude.